# Microdon trigonospilus
Microdon trigonospilus är en tvåvingeart som beskrevs av Mario Bezzi 1927. Microdon trigonospilus ingår i släktet myrblomflugor, och familjen blomflugor. Inga underarter finns listade i Catalogue of Life.